# Шаркёй
Шаркёй (тур. Şarköy) — город и район в провинции Текирдаг (Турция).

## История
Первые греческие поселения появились в этих местах ещё в VIII веке до н. э. Близ Шаркёя находился Тиродиза (Тиристасис).
Во второй половине X века город Перистасида (греч. Περίσταση) был центром епархии, подчинённой Ираклийской митрополии Константинопольской православной церкви.
Турки впервые отвоевали этот регион у византийцев в 1356 году, затем он несколько раз переходил из рук в руки, и окончательно его завоевал Сулейман-паша в 1362 году. Местность получила название Шехиркёй (тур. Şehirköy, «город-деревня»), что впоследствии исказилось в Шаркёй.
В 1912 году в городе и районе проживало: греки — 12 046 человек, турки — 2935 человек.